# Dragon de Komodo
Varanus komodoensis
Pour les articles homonymes, voir Komodo.
Espèce
Statut de conservation UICN

 ENC1 : En danger
Statut CITES
Le dragon de Komodo ou varan de Komodo (Varanus komodoensis) est une espèce de varans qui se rencontre dans les îles de Komodo, Rinca, Florès, Gili Motang et Gili Dasami en Indonésie centrale. 
Membre de la famille des Varanidés, c'est la plus grande espèce vivante de lézards, avec une longueur moyenne de 2,60 m et une masse d'environ 80 à 90 kg. Sa taille inhabituelle est parfois attribuée au gigantisme insulaire – car il n'existe pas, dans son habitat naturel, d'autres animaux carnivores pouvant occuper ou partager sa niche écologique –, ainsi qu'à ses faibles besoins en énergie,. En raison de leur taille, ces varans dominent les écosystèmes dans lesquels ils vivent. Bien que les dragons de Komodo mangent surtout des charognes, ils se nourrissent également d'animaux qu'ils chassent (invertébrés, oiseaux ou mammifères).
L'accouplement des dragons a lieu entre mai et juin et les œufs sont pondus en septembre. La femelle pond une vingtaine d'œufs dans des nids abandonnés de mégapodes où ils incubent pendant sept à huit mois. L'éclosion a lieu en avril, quand les insectes sont les plus abondants. Les jeunes sont vulnérables et doivent se réfugier dans les arbres, à l'abri des adultes cannibales. Ils mettent environ trois à cinq ans pour atteindre l'âge adulte et peuvent vivre jusqu'à cinquante ans. Ils sont parmi les rares vertébrés capables de parthénogenèse, mode de reproduction dans lequel les femelles peuvent pondre des œufs viables en l'absence de mâles. Toutefois, la parthénogenèse existe également chez d'autres lézards.
Les dragons de Komodo ont été découverts par les scientifiques occidentaux en 1910. Leur grande taille et leur réputation d'animaux redoutables les ont rendus populaires dans les zoos. Dans la nature, leur aire de distribution s'est vue réduite en raison des activités humaines et ils sont considérés par l'UICN comme menacés. Ils sont protégés par la loi indonésienne et le parc national de Komodo a été fondé pour favoriser leur protection.

## Description

### Morphologie

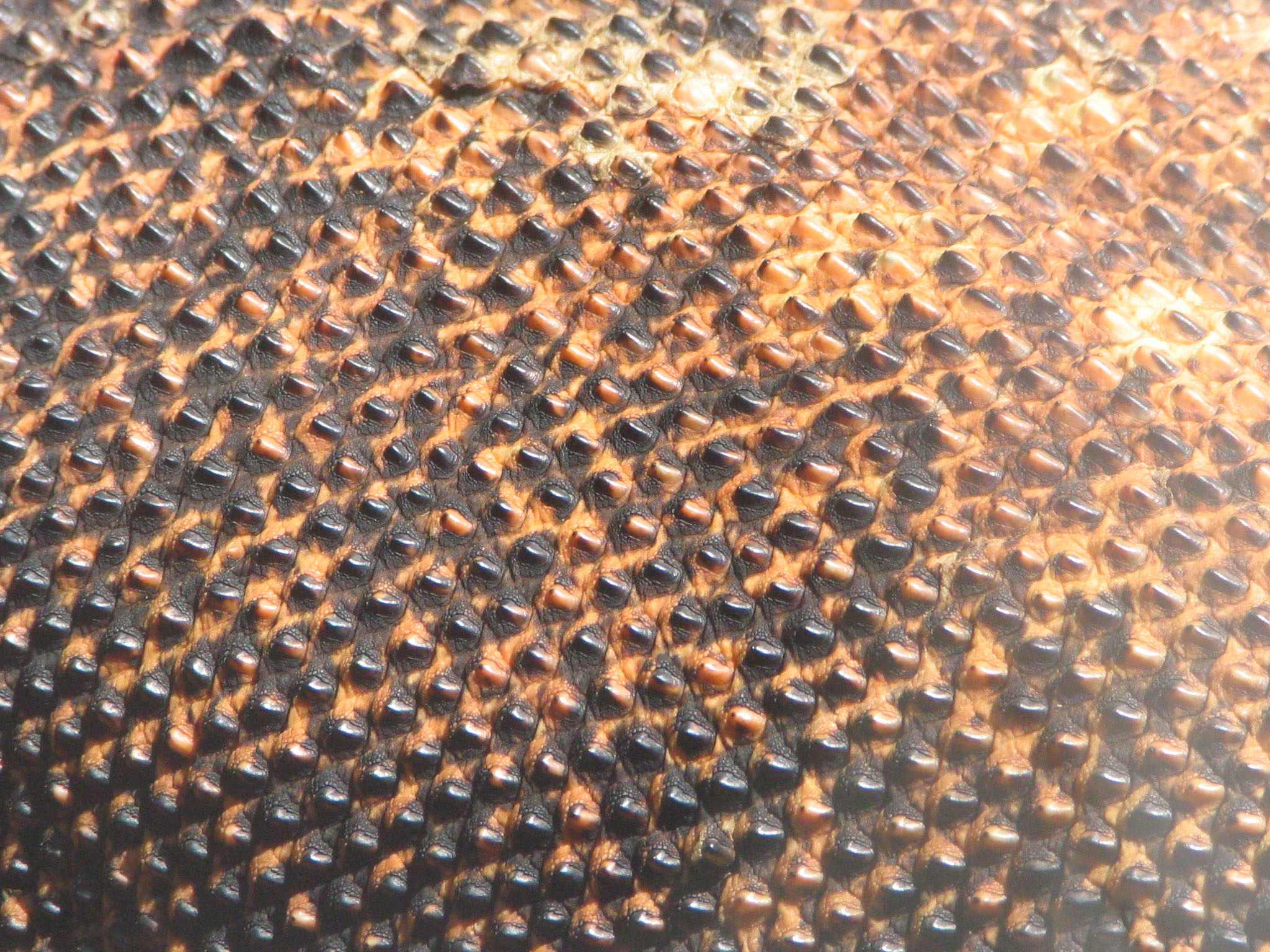
Gros plan sur la peau d'un dragon de Komodo.

Dans la nature, un dragon de Komodo adulte mesure entre 2 et 3 m et pèse environ 70 kg, mais les spécimens vivant en captivité atteignent souvent une masse plus élevée. Le plus grand spécimen sauvage contrôlé faisait 3,13 m de long et pesait 166 kg, y compris les aliments non digérés encore présents dans son tube digestif. Il est de couleur vert foncé, gris ou noir, ce qui lui permet de se fondre dans son environnement et de s'approcher discrètement de ses proies pour les surprendre. La peau du dragon de Komodo est renforcée par des plaques munies de petits os appelés ostéodermes, qui forment une sorte de cotte de mailles. Cette particularité rend la peau de l'animal peu appropriée pour la confection de cuir. Le dragon de Komodo possède une queue aussi longue que son corps. Sa mâchoire présente près de 60 dents cannelées. Celles-ci tombent pour être régulièrement remplacées et peuvent mesurer jusqu'à 2,5 cm de long. Les deux mâchoires sont reliées par un ligament très élastique qui lui permet d'ouvrir très grand la gueule. Sa salive est souvent teintée de son propre sang car les dents sont presque entièrement recouvertes de tissu gingival qui se déchire naturellement lorsque l'animal s'alimente. Cela crée un milieu idéal pour la croissance des souches de bactéries qui colonisent sa bouche. Il possède une longue langue jaune profondément fourchue. Ses pattes se terminent par de longues griffes courbes.

## Biologie et écologie

### Sens
Le dragon de Komodo ne dispose pas d'une ouïe particulièrement développée, en dépit de ses conduits auditifs bien visibles, et n'est capable de percevoir que les sons dont la fréquence est située entre 400 et 2 000 Hz, (à titre de comparaison, l'oreille humaine perçoit les sons d'une fréquence entre 20 et 20 000 Hz). On a même pensé qu'il était sourd, après qu'une étude avait montré son absence de réaction à la voix murmurée, à la voix posée ou à la voix criée. Cette théorie fut mise à mal lorsqu'un employé du jardin zoologique de Londres, Joan Proctor, dressa un spécimen du parc à sortir pour se nourrir au son de sa voix, alors que lui-même restait caché.
Le varan de Komodo est capable de voir jusqu'à 300 m. Cependant, ses rétines ne contenant que des cônes, on pense que sa vision nocturne est faible. Il est en mesure de distinguer les couleurs mais sa discrimination visuelle des objets immobiles est faible.
Comme beaucoup d'autres reptiles, le dragon de Komodo utilise sa langue pour reconnaître les stimuli gustatifs et olfactifs (organe voméronasal ou organe de Jacobson) ; c'est sa langue qui l'aiderait à se déplacer dans l'obscurité, captant jusqu'à 4, voire 9,5 km de distance,.
Ses narines ne lui sont pas d'une grande utilité pour analyser les odeurs car l'animal ne possède pas de diaphragme lui permettant de contrôler sa respiration et ainsi de pouvoir les renifler avec précision,. De plus, sans diaphragme, il ne peut pas aspirer l'eau pour la boire ni la laper avec la langue, donc il recueille l'eau dans sa gueule puis relève la tête pour la faire couler dans sa gorge.
Il ne dispose que de peu de papilles gustatives, situées au fond de sa gorge.
Ses écailles, qui sont ossifiées, possèdent pour certaines des plaques sensorielles innervées qui accentuent son sens du toucher. Les écailles autour des oreilles, des lèvres, du menton et de la plante des pattes peuvent présenter trois fois plus de plaques sensorielles que les autres.

### Comportement

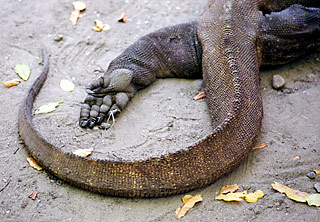
Gros plan sur une patte arrière et la queue d'un dragon de Komodo.

Le dragon de Komodo apprécie les lieux chauds et secs et vit en général dans des zones de prairies, de savanes ou de forêts tropicales à basse altitude. En tant qu'animal poïkilotherme, il est plus actif dans la journée, même s'il présente une certaine activité nocturne. Il est très souvent solitaire, se rapprochant des autres seulement pour s'accoupler et manger. Il peut courir jusqu'à 20 km/h sur de courtes distances, plonger jusqu'à 4,5 m de profondeur, grimper dans les arbres lorsqu'il est jeune en utilisant ses griffes puissantes. Pour attraper des proies hors de portée, il peut se dresser sur ses pattes postérieures en utilisant sa queue comme point d'appui. Lorsque le Dragon de Komodo arrive à l'âge adulte, il utilise les griffes de ses pattes antérieures pour creuser des galeries qui peuvent atteindre 1,3 m de large. En raison de sa grande taille et de son habitude de dormir sous terre, il est capable de conserver la chaleur de son corps tout au long de la nuit et de minimiser sa période de réchauffement matinale. Le Dragon de Komodo chasse généralement l'après-midi, mais reste à l'ombre dans les racines traçantes d'un arbre pendant les heures les plus chaudes de la journée. Ses lieux de repos sont généralement situés sur des corniches balayées par une brise de mer fraîche, marquées par ses déjections et débarrassées de toute végétation. Elles servent également d'emplacements stratégiques à partir desquels ils peuvent tendre une embuscade à un cerf.

### Alimentation

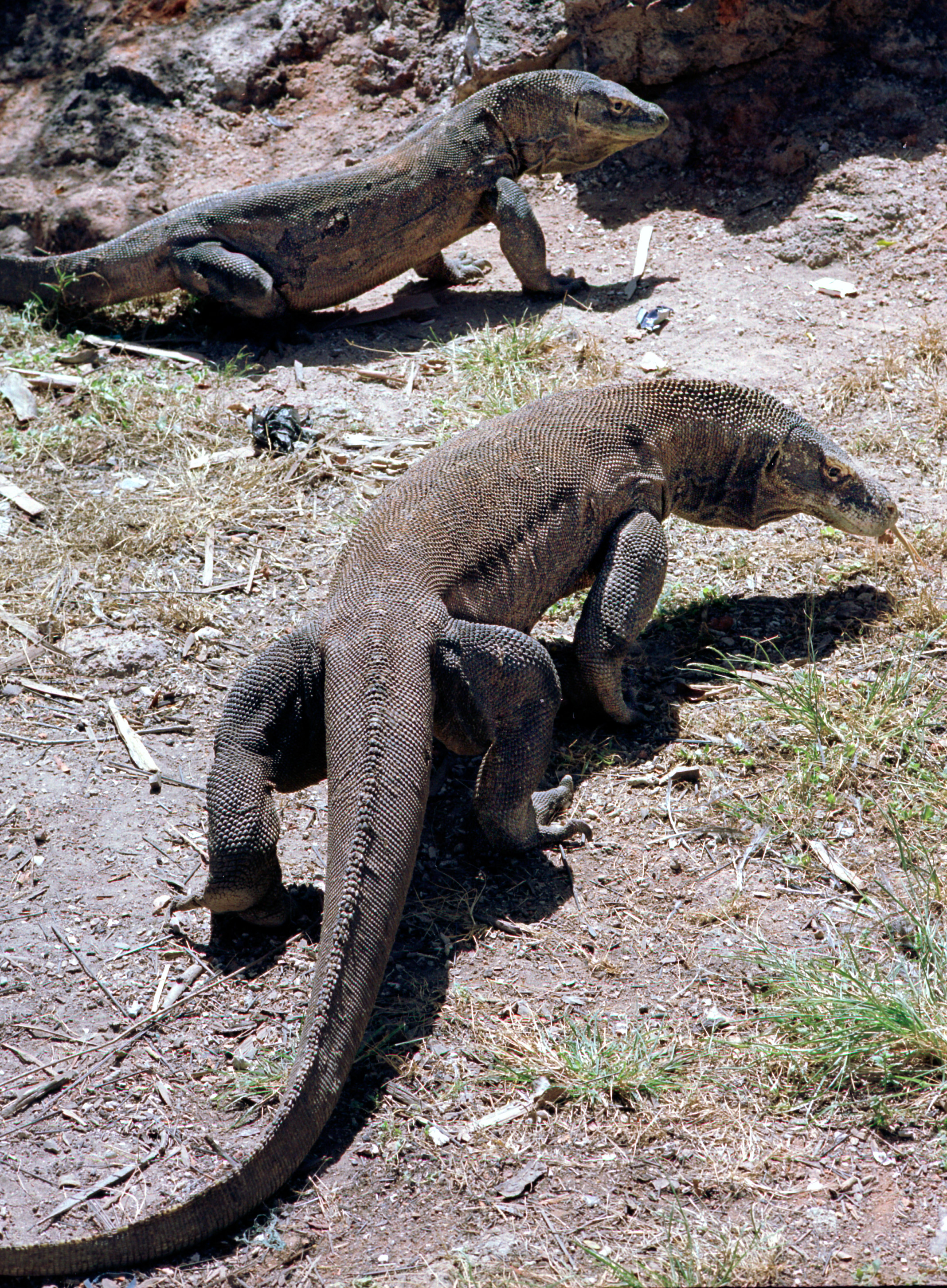
Dragons de Komodo sur l'île de Rinca.

Les dragons de Komodo sont carnivores. Les adultes, bien qu'ils se nourrissent essentiellement de charognes, peuvent également tuer des animaux dont ils s'approchent furtivement. Arrivés à proximité, ils les attaquent soudainement et les mordent au ventre ou à la gorge ou, s'ils ne sont pas de trop grande taille, leur brisent la colonne vertébrale d'un coup de gueule. On a vu des varans de Komodo assommer des cerfs ou des porcs d'un coup de queue. On a toujours cru que ces lézards possédaient une puissante morsure, mais les calculs informatiques de la force de la mâchoire, à partir de la forme des os et de la taille des muscles, montrent dans le cas de Varanus komodoensis des résultats qui sont en dessous des attentes, avec une mâchoire 6,5 fois moins puissante que celle du crocodile marin. La mâchoire serait en revanche plus adaptée au déchiquetage des proies pour effectuer des tractions arrière violentes.

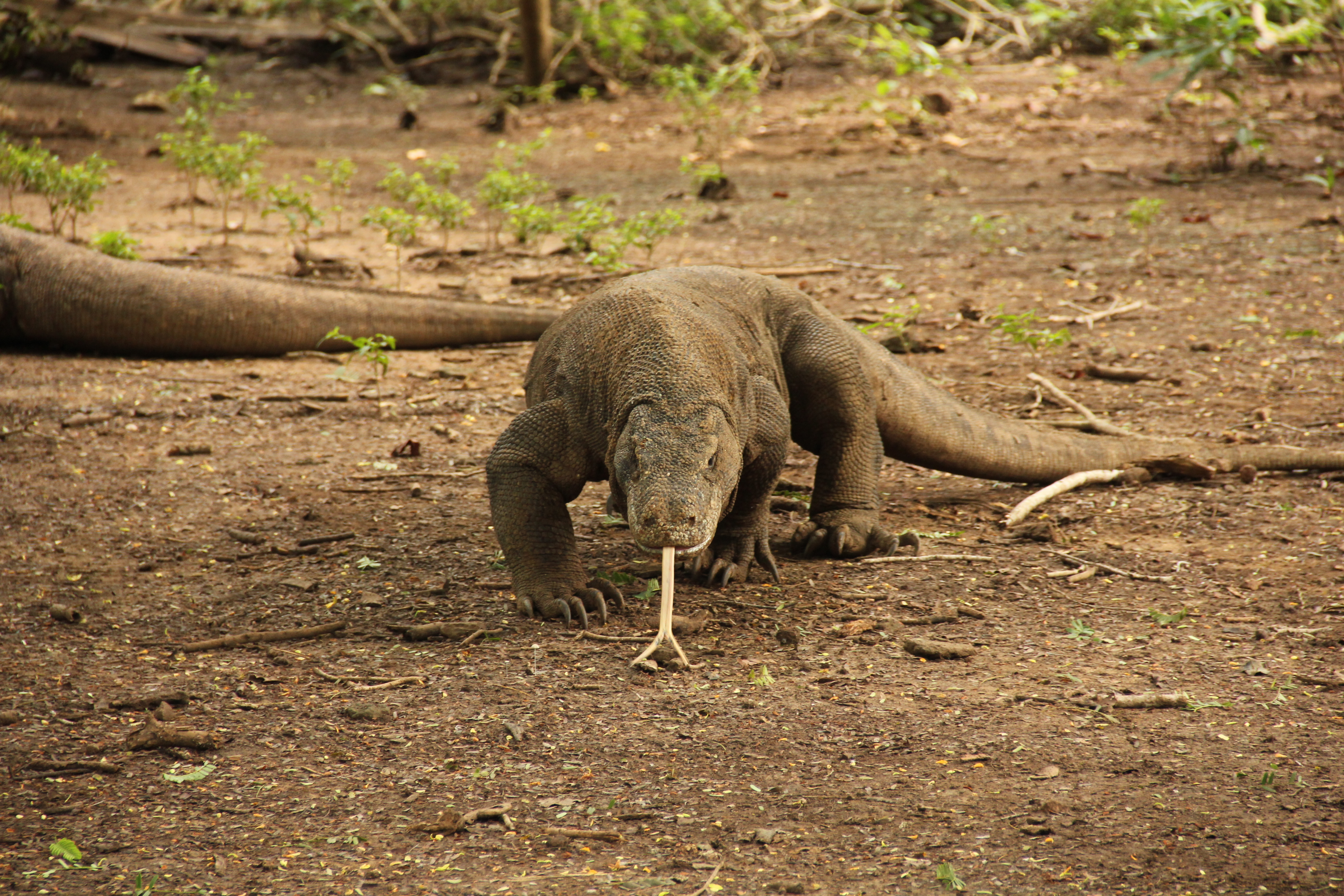
Dragon de Komodo marchant et sentant avec sa langue (parc national de Komodo).

Les dragons de Komodo mangent de grands morceaux de chair qu'ils avalent tout rond en maintenant la carcasse avec leurs pattes avant. Pour des proies plus petites (jusqu'à la taille d'une chèvre), leurs mâchoires élastiques, leur crâne souple et leur estomac extensible leur permettent d'avaler l'animal entier. Ils évitent de consommer les végétaux contenus dans l'estomac et les intestins de leurs proies. Ils produisent une grande quantité de salive qui leur permet de lubrifier leur nourriture, mais la déglutition est toujours un processus long (il leur faut quinze à vingt minutes pour avaler une chèvre entière). Ils peuvent accélérer le processus en appuyant la carcasse contre un arbre pour la forcer à s'enfoncer dans leur gorge, poussant parfois avec une telle force que l'arbre tombe. Pour ne pas s'étouffer en avalant leur proie, ils respirent à l'aide d'un conduit placé sous la langue et relié aux poumons. Après avoir mangé jusqu'à 80 % de leur propre poids en un repas, ils s'installent dans un endroit ensoleillé pour accélérer la digestion, afin d'éviter que la nourriture ne pourrisse et les empoisonne. En raison de leur métabolisme lent, les grands dragons peuvent survivre avec un repas par mois. À la fin de la digestion, les dragons de Komodo régurgitent les cornes, poils et dents de leurs proies (bézoard) entourés d'un mucus malodorant. Après s'être débarrassés de ces phanères indigestes, ils se frottent la gueule dans la terre ou sur les buissons environnants pour enlever le mucus restant, ce qui donne à penser qu'ils n'apprécient guère l'odeur de leurs propres déjections.

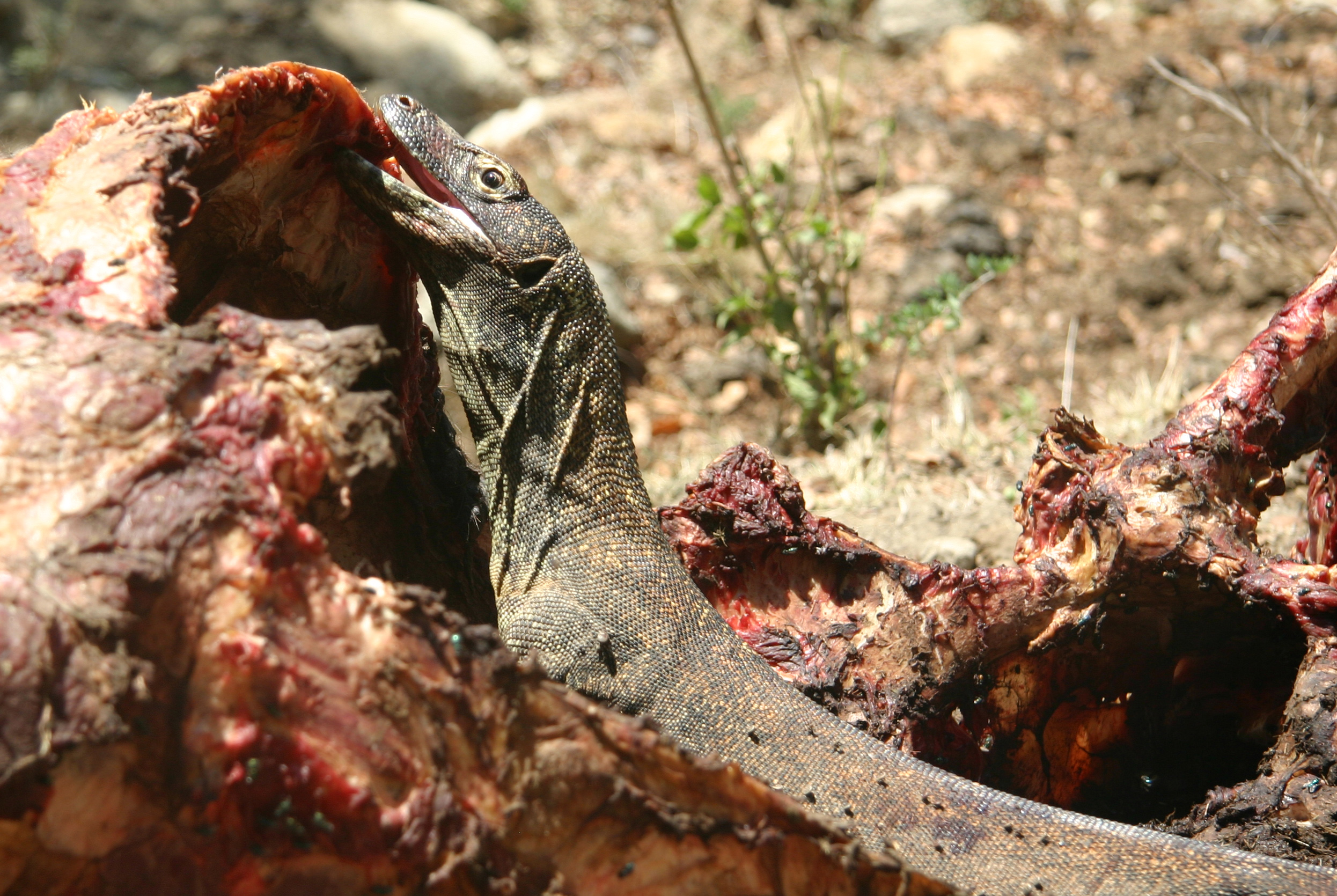
Jeune dragon de Komodo sur l'île de Rinca en train de se nourrir de la carcasse d'un buffle.

Lorsqu'ils mangent en groupe, les plus gros dragons mangent généralement en premier tandis que les plus petits suivent dans un ordre hiérarchique. Le plus grand des mâles affirme sa position dominante et les subalternes affichent leur soumission par des attitudes corporelles, des sifflements et des grondements. Les dragons de même taille peuvent avoir recours à la « lutte ». Généralement, les perdants battent en retraite mais ils peuvent aussi être tués et mangés par les vainqueurs.
Le Dragon de Komodo a un régime alimentaire très varié, qui comprend des invertébrés, d'autres reptiles (y compris de petits dragons de Komodo), des oiseaux, des œufs d'oiseaux, de petits mammifères, des singes, des sangliers, des chèvres, des cerfs, des chevaux et des buffles. Les jeunes dragons mangent des insectes, des œufs, des geckos et de petits mammifères. Parfois, ils s'attaquent aux êtres humains (surtout aux enfants qui vivent à proximité et oublient le danger) et aux cadavres humains en creusant les tombes pour les déterrer. Cette habitude de s'attaquer aux morts a obligé les villageois de Komodo à déplacer leurs tombes des sols sablonneux vers des sols argileux et à les recouvrir de tas de pierres pour dissuader les dragons de creuser. Le Dragon de Komodo pourrait avoir évolué vers le gigantisme pour se nourrir de l'éléphant nain local, le Stégodon aujourd'hui disparu qui vivait sur l'île de Florès il y a encore 12 000 ans, selon le biologiste évolutionniste Jared Diamond. Cette hypothèse est en revanche infirmée depuis la publication d'une étude en 2009 dressant une synthèse de restes fossiles permettant la reconstitution de l'arrivée du varan de Komodo sur les îles. Le varan de Komodo s'avère être originaire de l'Australie (il y a plus de 3,8 millions d'années) et son gigantisme est donc lié à son appartenance à un clade de varans de grandes tailles dont il est le dernier représentant. 

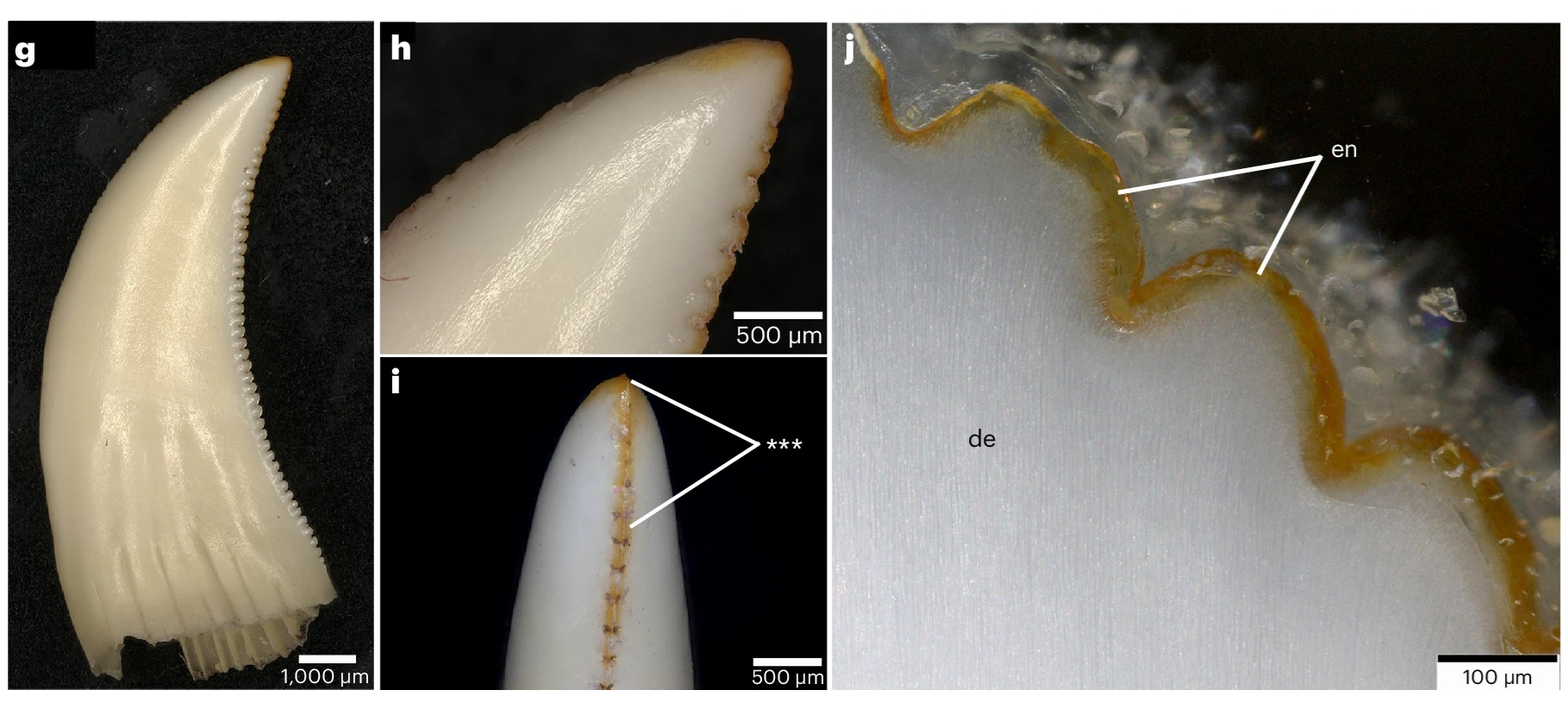
g - Vue latérale d'une dent de remplacement isolée (Museum of Life Sciences, MoLS X263). h - Gros plan de l'apex de la dent en g montrant la pigmentation orange le long de la pointe de la dent. i - Vue distale de MoLS X263 montrant les denticules (serration) orange et l'apex de la dent. j - Section épaisse polie à travers les denticules (serration) mésiaux d'une dent (Queensland Museum, Australie, J94036-2) montrant que la pigmentation orange riche en fer est restreinte à l'émail. Les astérisques indiquent les régions pigmentées. de = dentine ; en = émail.

Le varan de Komodo possède des dents ziphodontes qui tranchent efficacement la chair de ses proies. Le tranchant de ses dents est maintenue par une fine couche de fer, de couleur orange, le long des crénelures jusqu'à la pointe des dents. Cette adaptation est très développée chez le varan de Komodo se retrouve néanmoins chez d'autres varans, la présence de fer dans les dents de reptiles carnivore se retrouve aussi dans une moindre mesure chez les crocodiliens. 

### Venin et bactéries

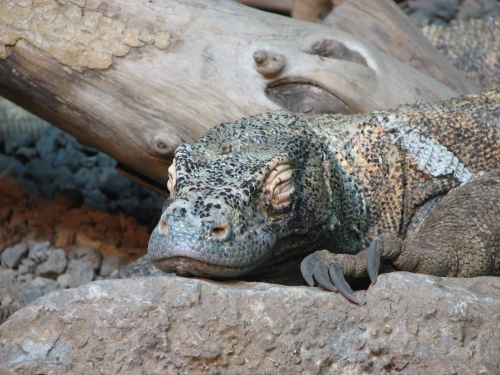
Un dragon de Komodo en plein sommeil. Ses longues griffes incurvées lui servent à se battre et à s'alimenter.

Les biologistes, comme Walter Auffenberg, qui étudient les dragons de Komodo dans les années 1970 et 1980 remarquent que les buffles d'eau qui s'échappent après une première morsure de dragon meurent ensuite par septicémie à la suite de l'infection de leur plaie. Ils en concluent que la salive des dragons de Komodo contient des bactéries mortelles qui tuent leurs proies. Cette hypothèse semble confirmée par l'identification dans la salive de dragon de plus de 28 souches à Gram négatif et 29 souches à Gram positif. Cependant, des études plus récentes ont démontré que ces bactéries sont communes à la plupart des prédateurs, et en trop faible quantité pour jouer un rôle significatif dans l'infection des plaies dues aux morsures. Les buffles d'eau sont des occupants récents des îles de Komodo, et leur taille est inhabituelle par rapport aux proies présentes dans l'environnement dans lequel les dragons ont évolué. Ceci explique leur survie à l'attaque des dragons, contrairement aux porcs et cerfs (autres habitants récents des îles) de tailles proches des proies habituelles des dragons. Mais le buffle d'eau se réfugie d'instinct dans les cours d'eau et étangs, or ces eaux sur les îles de Komodo sont stagnantes et servent d'habitats à de nombreuses bactéries qui infectent les blessures subies par les buffles. Les dragons se nourrissent ensuite simplement des bêtes qui ont succombé à une septicémie,,.
Fin 2005, des chercheurs de l'université de Melbourne sont arrivés à la conclusion que le varan Perenti (Varanus giganteus), d'autres espèces de varans et certains Agamidae pouvaient être légèrement venimeux. L'équipe de chercheurs a démontré que les effets immédiats des morsures de ces reptiles étaient causés par une envenimation locale. En observant les effets des morsures de doigts chez l'être humain par un varan bigarré (V. varius), un dragon de Komodo et un Varanus scalaris, on a constaté pour les trois types de morsure la survenue de symptômes similaires : apparition rapide d'un œdème du bras, perturbation de la coagulation sanguine locale, douleurs s'étendant au coude, certains des symptômes persistant plusieurs heures.

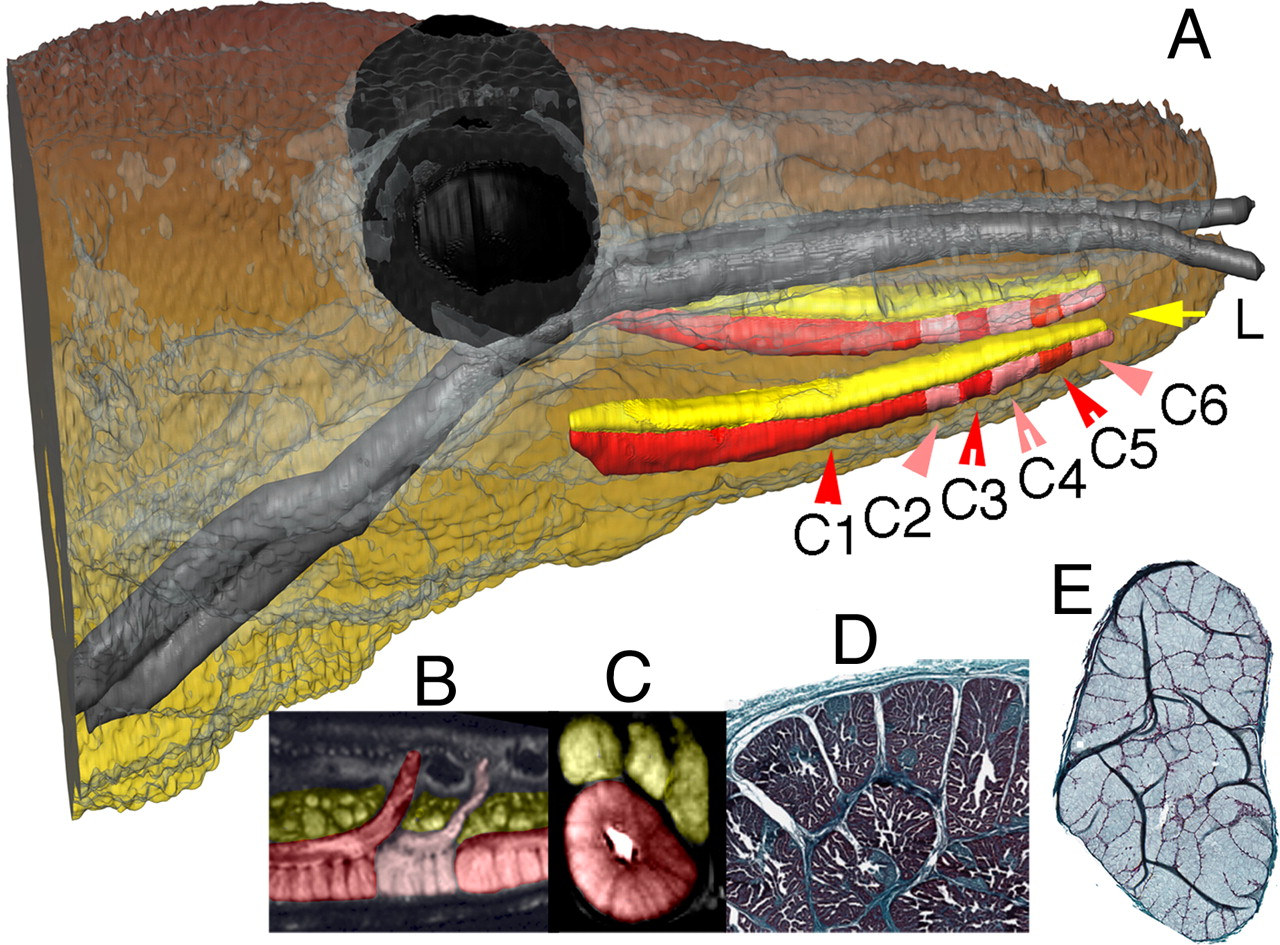
(A) Imagerie par résonance magnétique de la tête de varan de Komodo montrant la glande à venin mandibulaire sécrétant des protéines, avec les 6 compartiments colorés en alternance en rouge et rose (C1-C6), et la glande infralabiale sécrétant du mucus en jaune (L). (B) Coupe longitudinale (via IRM) montrant le grand conduit émergeant séparément de chaque compartiment de la glande à venin mandibulaire et se faufilant entre les lobes muqueux de la glande infralabiale pour se terminer entre les dents successives (zones ovales noires). (C) Coupe transversale (via IRM) montrant la grande lumière centrale de la glande à venin mandibulaire et les lobes individuels de la glande labiale. (D) Histologie transversale d'une coupe colorée au trichrome de Masson montrant les lumières intratubulaires de la glande à venin mandibulaire qui se jettent dans la grande lumière centrale. (E) Coupe histologique transversale d'une glande infralabiale à mucus, colorée au trichrome de Masson, montrant de nombreux lobules internes très serrés (notez que les ∼6 grands plis sombres sont des artefacts histologiques).

En 2009, le scientifique Brian Grieg Fry et son équipe de spécialistes du Venomics Research Laboratory de l'université de Melbourne ont découvert des glandes à venin, grâce à l'imagerie par résonance magnétique faite sur un spécimen vivant en captivité, malade et en fin de vie. Cet animal a été sacrifié pour pouvoir analyser ses glandes au spectromètre de masse, ce qui a permis de se rendre compte que ce venin ressemble beaucoup à celui des serpents et à celui du monstre de Gila. Les glandes à venin comptent six compartiments et sont capables de produire plusieurs protéines. Elles ne sont pas placées au-dessus de la mâchoire comme chez les serpents mais en dessous. La sécrétion du venin se fait dès la première morsure : lorsque l'animal ferme sa gueule, des muscles pressent sur les glandes, faisant sortir le venin. Chez l'animal mordu, le venin provoque une forte chute de pression artérielle.
Il n'existe pas d'antivenin spécifique à la morsure d'un dragon de Komodo, mais la plaie peut généralement être traitée par nettoyage de la zone blessée et par administration de fortes doses d'antibiotiques. Si la plaie n'est pas traitée au plus tôt, une nécrose locale peut rapidement se développer, pouvant nécessiter l'exérèse de la zone nécrosée, voire l'amputation du membre touché.

## Reproduction

### Accouplement

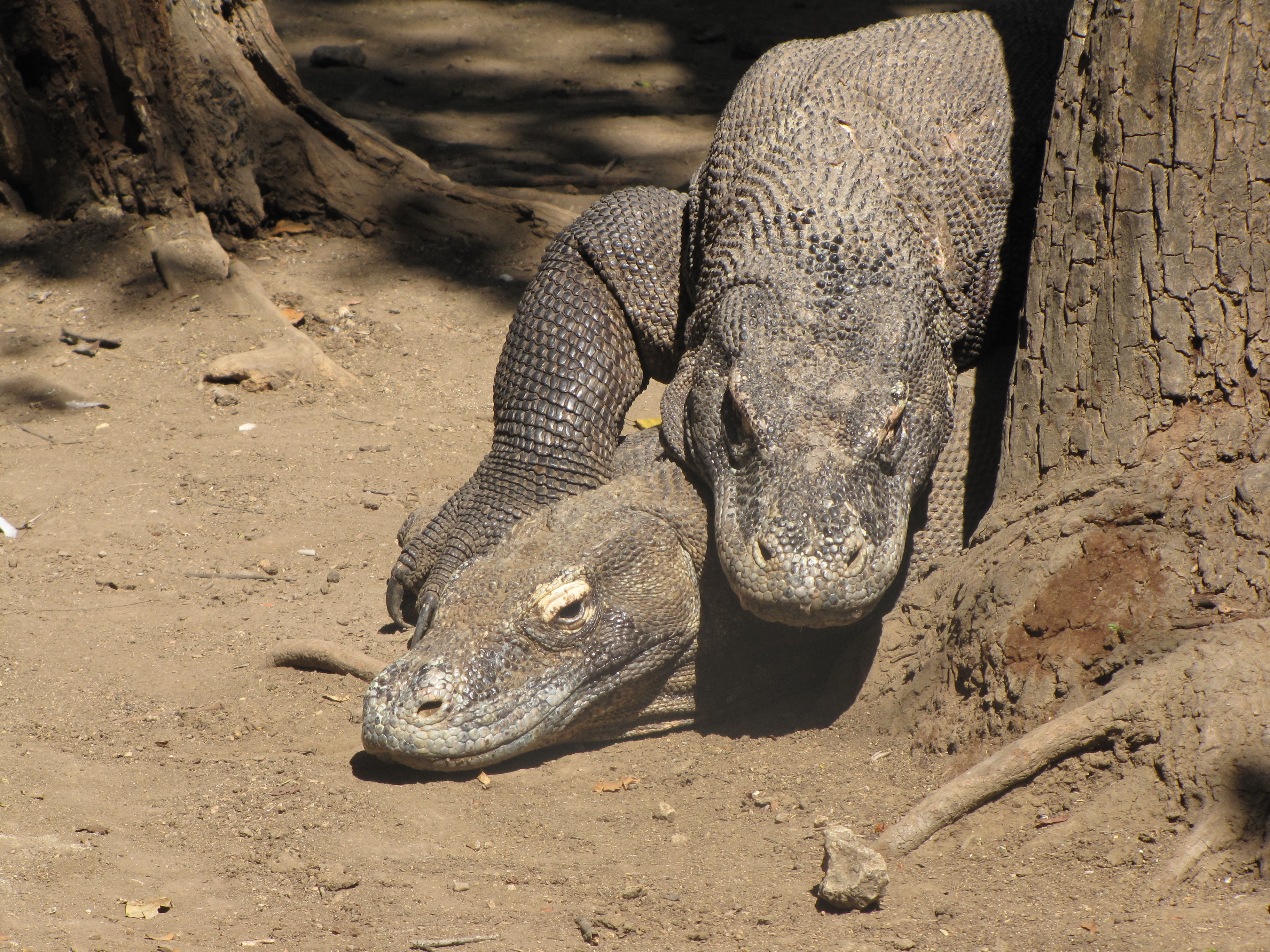
Accouplement de varans de Komodo.

Les varans de Komodo s'accouplent entre mai et août et la ponte des œufs a lieu en septembre. Durant la saison des amours, les mâles s'affrontent pour la conquête des femelles et d'un territoire en se dressant sur leurs pattes postérieures, puis en maintenant le plus faible au sol. Les mâles peuvent vomir ou déféquer lors de leur préparation au combat. Le vainqueur de la lutte ira alors lécher la femelle de sa langue pour obtenir des informations sur sa réceptivité sexuelle. Les femelles sont opposantes et résistent avec leurs griffes et leurs dents au cours des préliminaires sexuels. Par conséquent, le mâle enserre la femelle pendant le coït pour éviter d'être blessé. Une autre méthode de cour consiste pour le mâle à frotter son menton sur la femelle, à lui gratter fort le dos et à la lécher. La copulation se produit lorsque le mâle insère l'un de ses hémipénis dans le cloaque de la femelle. Les dragons de Komodo sont monogames et forment des couples, un comportement rare chez les reptiles.

### Ponte
La femelle pond ses œufs dans des terriers à flanc de colline ou dans les nids abandonnés de mégapodes de Reinwardt avec une préférence pour la seconde méthode. Les portées contiennent une moyenne de 20 œufs qui ont une période d'incubation de sept à huit mois. La femelle se place sur les œufs pour les couver et les protéger jusqu'à ce qu'ils éclosent vers le mois d'avril, à la fin de la saison des pluies, lorsque les insectes sont nombreux. L'éclosion est un effort épuisant pour les jeunes varans, qui sortent de leur coquille en la perçant avec leur diamant (une petite excroissance pointue sur le museau qui disparaît peu après). Après avoir cassé leur coquille, les nouveau-nés doivent se reposer pendant des heures avant de sortir du nid. Ces petits sont sans défense, et nombreux sont ceux qui sont mangés par des prédateurs.

### Croissance des jeunes
Les jeunes dragons de Komodo passent une grande partie de leurs premières années dans les arbres, où ils sont relativement à l'abri des prédateurs, y compris des adultes cannibales, pour qui les jeunes dragons représentent 10 % de l'alimentation. Selon David Attenborough, l'habitude de cannibalisme peut être avantageuse dans le maintien de la grande taille des adultes. Quand les jeunes sont menacés par un adulte, ils s'enduisent de matières fécales ou se cachent dans des intestins d'animaux éviscérés afin de se protéger. Il faut environ trois à cinq ans aux dragons de Komodo pour arriver à maturité, et ils peuvent vivre jusqu'à cinquante ans.

### Parthénogenèse

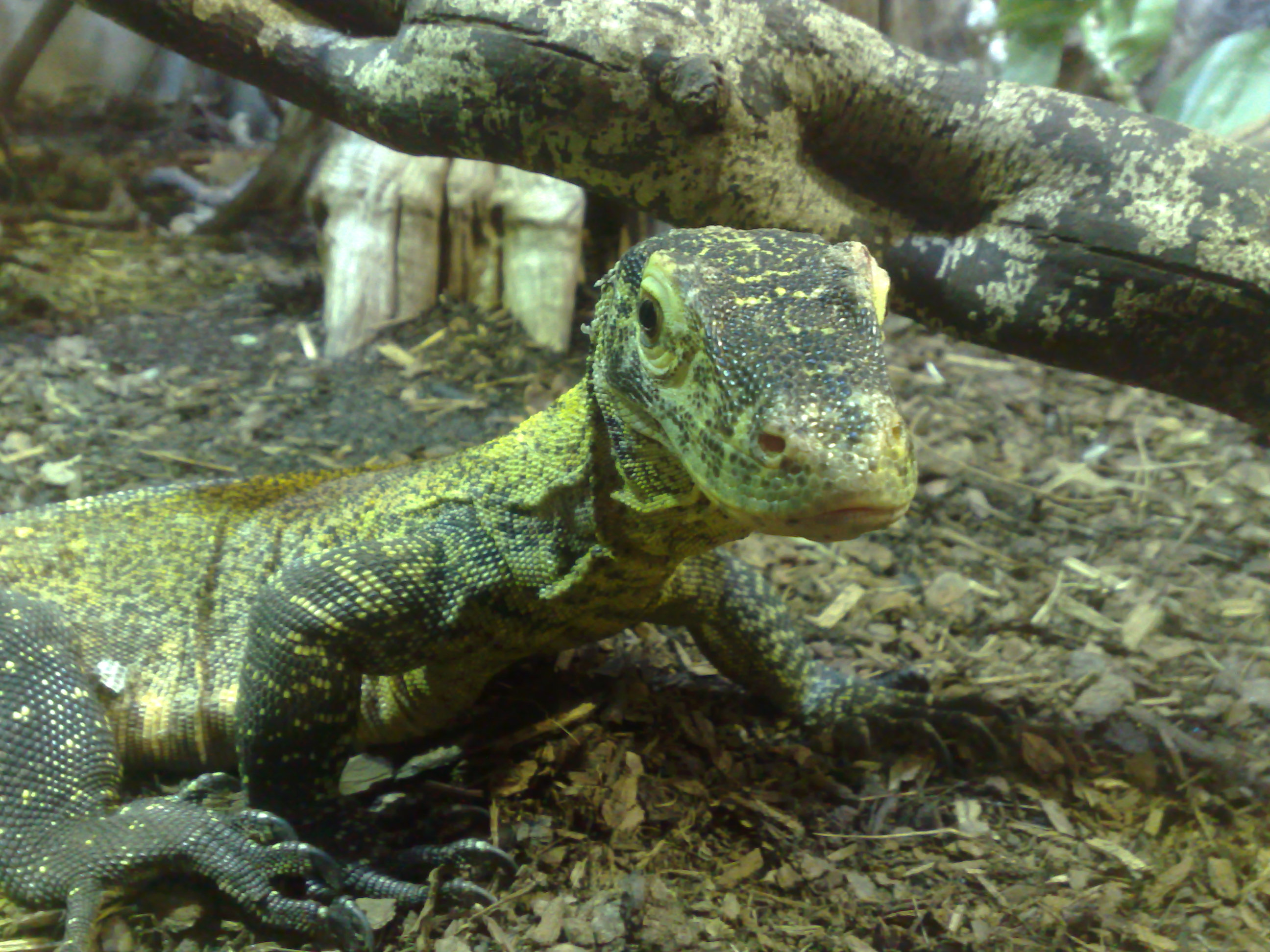
Juvénile de dragon de Komodo parthénogénétique du zoo de Chester.

Un dragon de Komodo femelle du zoo de Londres, nommé Sungai, a pondu à la fin de 2005 après avoir été prêté par le zoo de Thoiry et séparé de la compagnie de tout mâle depuis plus de deux ans. Les scientifiques ont d'abord cru qu'elle avait été en mesure de stocker le sperme de sa première rencontre avec un mâle, un type particulier de superfécondation. Le 20 décembre 2006, Flore, un autre dragon de Komodo vivant en captivité au zoo de Chester en Angleterre, a également pondu des œufs non fécondés, onze œufs au total, dont sept ont éclos pour donner naissance à des mâles. Les scientifiques de l'université de Liverpool en Angleterre ont effectué des tests génétiques sur trois œufs avortés après les avoir placés dans un incubateur et vérifié que Flore n'avait eu aucun rapport sexuel avec un dragon mâle. Après cette découverte sur les œufs de Flore, les tests sur ceux de Sungai confirmèrent qu'ils n'avaient pas non plus été fécondés.
Les dragons de Komodo sont porteurs de chromosomes sexuels WZ contrairement aux mammifères porteurs du système XY. Dans ce système, les mâles possèdent deux chromosomes sexuels ou gonosomes ZZ identiques, alors que la femelle a deux gonosomes différents WZ. On suppose à l'heure actuelle qu'au moment de la deuxième division de la méiose, lors de l'anaphase, les chromosomes simples brins restent dans un des deux ovocytes, le second dégénérant de sorte que les individus seront porteurs des mêmes gonosomes WW ou ZZ. Or les individus WW ne sont pas viables, le chromosome W étant déficient en un certain nombre de gènes indispensables à la vie (un peu comme le YY) et donc seuls les individus ZZ (des mâles) seront viables,.
Ce mode de reproduction permettrait à une femelle vivant seule dans une niche écologique isolée d'assurer sa descendance, dans un premier temps par parthénogénèse en donnant la vie à de futurs mâles reproducteurs, dans un deuxième temps en s'accouplant avec les mâles procréés afin d'obtenir une nouvelle génération possédant mâles et femelles. Malgré les avantages d'une telle adaptation, les zoos ont été avertis que la parthénogenèse pouvait être préjudiciable à la diversité génétique de l'espèce.
Le 31 janvier 2008, le zoo du comté de Sedgwick à Wichita, au Kansas, est devenu le premier zoo américain à observer une reproduction par parthénogenèse de dragons de Komodo. Le zoo a deux femelles adultes de dragons de Komodo, l'une d'elles a pondu 17 œufs les 19 et 20 mai 2007. Seuls deux œufs ont été incubés pour des questions de place, le premier a éclos le 31 janvier 2008 et le second le 1er février. Les deux nouveau-nés étaient des mâles.

## Distribution et habitat

### Aire de répartition

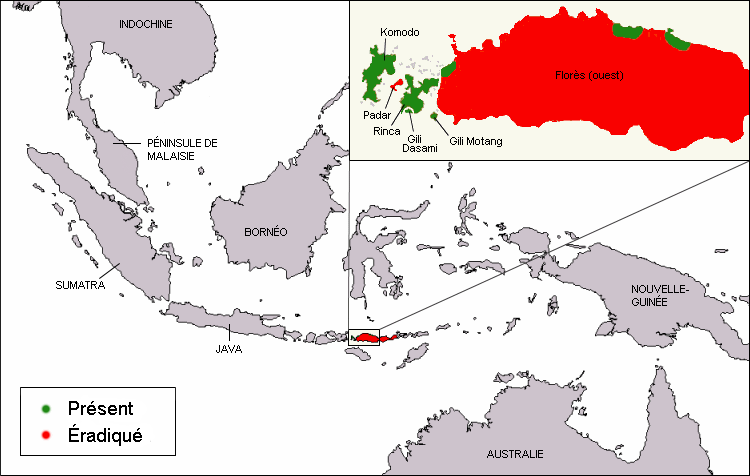
Répartition.

Cette espèce est endémique d'Indonésie. Elle n'est présente que dans les îles de Gili Motang (environ 100 individus), Gili Dasami (environ 100), Rinca (environ 1 300), Komodo (environ 1 700) et Florès (peut-être 2 000).
La montée des eaux provoquée par le réchauffement climatique pourrait faire disparaitre 30 % de leur habitat d'ici la fin du siècle.

### Évolution
L'évolution du Dragon de Komodo remonte à l'apparition des premiers varans en Asie, il y a environ 40 millions d'années, varans qui ont émigré vers l'Australie. Il y a environ 15 millions d'années, une collision entre l'Australie et l'Asie du Sud-Est a permis aux varans de passer vers ce qui est aujourd'hui l'archipel indonésien. On pense que le Dragon de Komodo est apparu il y a 4 millions d'années, se différenciant de ses ancêtres australiens et élargissant son territoire jusqu'à l'île de Timor, à l'est. Une baisse importante du niveau de la mer au cours de la dernière période glaciaire a découvert de vastes étendues du plateau continental que le Dragon de Komodo a colonisées, puis il s'est retrouvé isolé sur ces îles lorsque le niveau de la mer est lentement remonté.

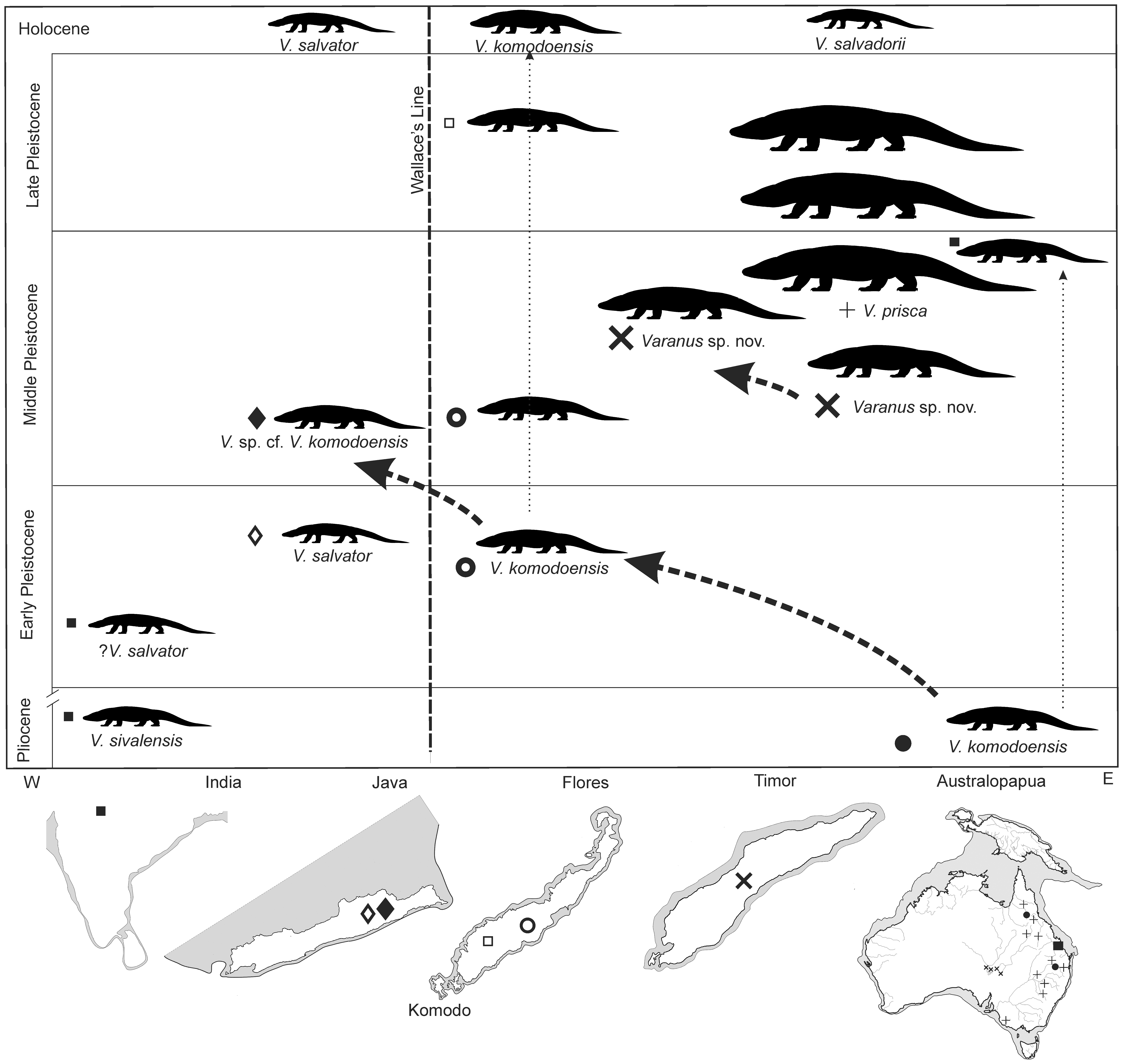
Schéma illustrant la taxonomie, la chronologie et la séquence de dispersion proposées pour les varanidés géants de l'Australie aux îles indonésiennes de Timor, Flores et Java au cours du Pliocène-Pléistocène.

Dans une étude de 2009, le paléontologue Scott A. Hocknull et ses collègues démontrent que le varan de Komodo est originaire de l'Australie, les plus vieux fossiles lui étant attribués datent du Pliocène. Les chercheurs concluent qu'il est probable que le varan de Komodo a atteint Flores au début du Pléistocène, puis s'est dispersé vers l'ouest, à travers la ligne de Wallace, pour arriver à Java durant le Pléistocène moyen. Cette dispersion serait facilitée pendant les baisses du niveau marin. Il n'y a plus qu'une population relique sur Flores et quelques petites îles adjacentes. L'aire de répartition du varan de Komodo s'est également rétractée de manière significative sur Flores même (présent à Liang Bua dans les hautes terres de Flores Ouest jusqu'à environ −2 000 ans), il n'est plus présent actuellement que dans des habitats isolés le long des basses terres côtières du nord et de l'ouest.

## Étymologie et autres noms

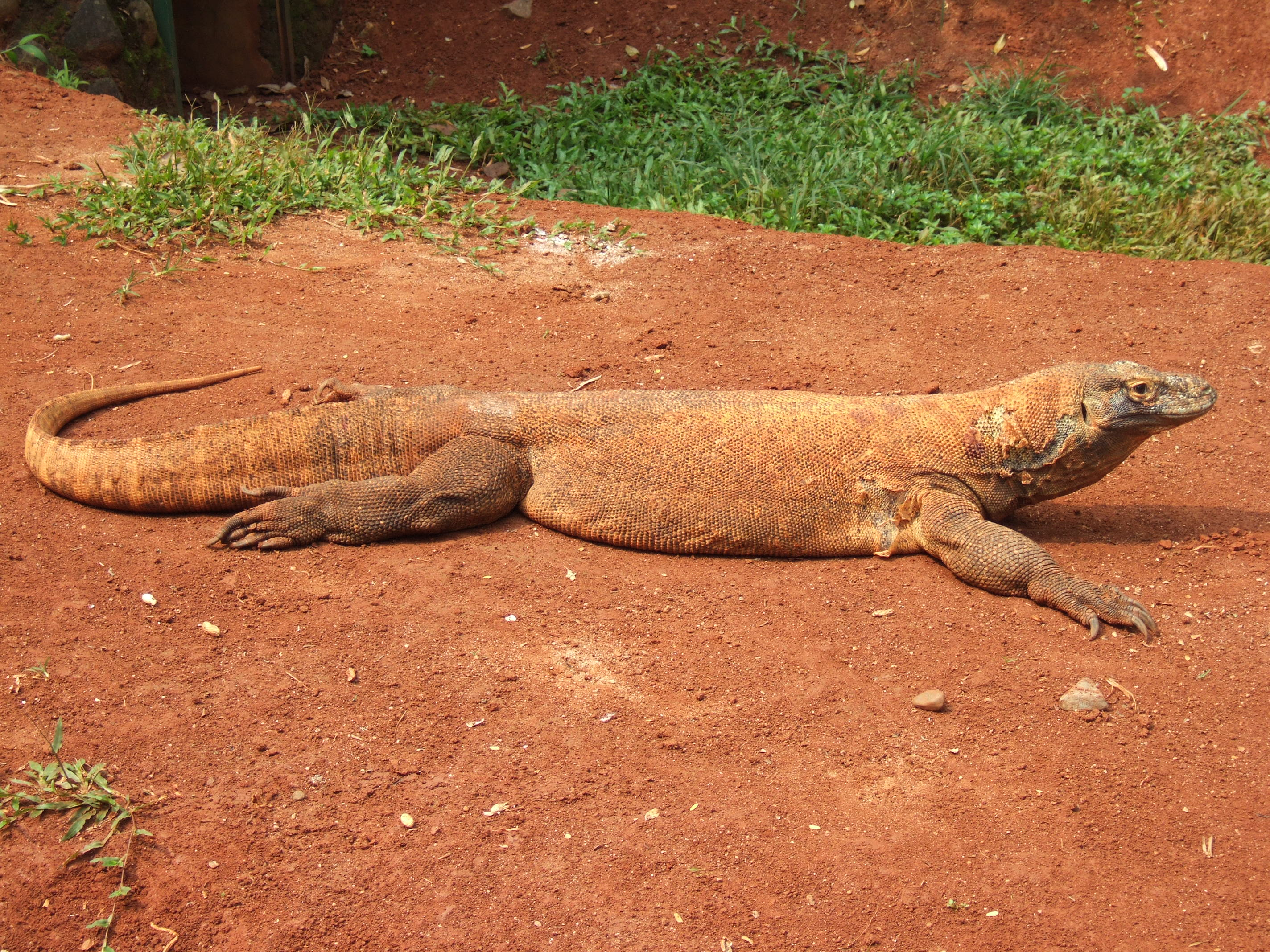
Dragon de Komodo, Varanus komodoensis (Zoo de Ragunan, Jakarta, Indonésie)

### Étymologie
Le nom du genre, Varanus, est une latinisation du mot waran qui signifie « avertisseur » en arabe égyptien.
Le nom d'espèce, issu de Komodo avec le suffixe du génitif latin -ensis (« de, qui vit dans, qui habite »), a été donné à Varanus komodoensis en référence au lieu de sa découverte.

### Noms vernaculaires
Dans les îles de Flores et de Rinca, les natifs l'appellent Buaja darat (« Crocodile terrestre »), un nom erroné car il ne s'agit pas d'un crocodile mais bien d'un varan. Sur l'île de Komodo, les habitants le nomment Ora. En Indonésie, on l'appelle Biawak raksasa (« Varan géant »). La communauté scientifique le nomme « Varan de Komodo » ou simplement « Komodo ».

## Le Dragon de Komodo et l'Homme

### Découverte par le monde occidental

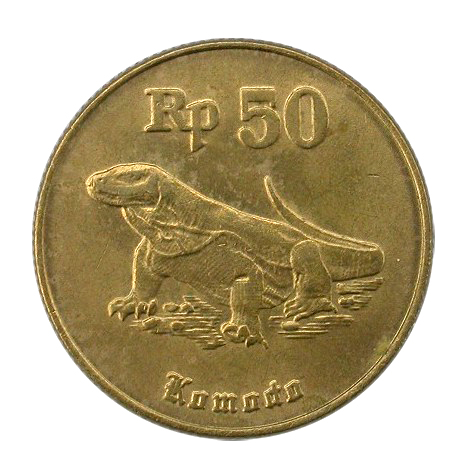
Pièce de monnaie indonésienne.

Les dragons de Komodo sont connus depuis toujours par les habitants des îles. L'existence du dragon de Komodo est rapportée pour la première fois au début du XXe siècle par deux pêcheurs de perles néerlandais, messieurs Kock et Aldégon, qui, lors d'un voyage en Indonésie, seraient tombés nez à nez avec ce « monstre ». Pour des Européens, la surprise est totale mais les indigènes apprennent aux pêcheurs que l'animal qu'ils ont rencontré s'appelle « ora » dans la langue locale et qu'il est si féroce qu'il peut terrasser un bœuf et même s'attaquer à un humain.
En 1910, d'autres pêcheurs transmettent des propos inquiétants au gouverneur de la région, le lieutenant Van Steyn Hensbroek de l'administration coloniale néerlandaise, qui rapporte des rumeurs de l'existence d'un crocodile terrestre dans la région. La connaissance se généralise après 1912, lorsque Pieter Ouwens, le directeur du musée zoologique à Bogor sur l'île de Java, publie un article sur le sujet après avoir reçu du lieutenant une photo et une peau, ainsi que deux autres spécimens provenant d'un collectionneur. Par la suite, la découverte du Dragon de Komodo est le facteur déterminant pour l'organisation d'une expédition sur l'île de Komodo par W. Douglas Burden en 1926. Il revient avec douze spécimens préservés et deux animaux vivants. Cette expédition est à l'origine de l'inspiration du film King Kong en 1933. Burden est également à l'origine du nom commun « Dragon de Komodo ». Trois de ces spécimens ont été empaillés et sont encore visibles au Musée américain d'histoire naturelle.

### Études
Les Néerlandais, réalisant le nombre limité d'individus disponibles dans la nature, en ont interdit la chasse et ont fortement limité le nombre de prélèvements autorisé pour l'étude scientifique. Les expéditions de collecte ont été arrêtées au début de la Seconde Guerre mondiale, pour ne reprendre que dans les années 1950 et 1960, lorsqu'on a lancé des études sur le Dragon de Komodo pour connaître son comportement alimentaire, son mode de reproduction et la régulation de sa température corporelle. À cette époque, une expédition a été planifiée pour organiser une étude à long terme du Dragon de Komodo. Cette tâche a été confiée à la famille Auffenberg, qui est restée sur l'île de Komodo pendant onze mois en 1969. Au cours de leur séjour, Walter Auffenberg et son assistant Putra Sastrawan ont capturé et marqué plus de cinquante dragons de Komodo. Les recherches de l'expédition se révéleront extrêmement importantes pour l'élevage de dragons de Komodo en captivité. Les recherches qui ont suivi celles d'Auffenberg avec des biologistes, tels que Claudio Ciofi, et qui continuent à étudier les dragons ont apporté plus de lumière sur la connaissance de l'animal.

### Sauvegarde

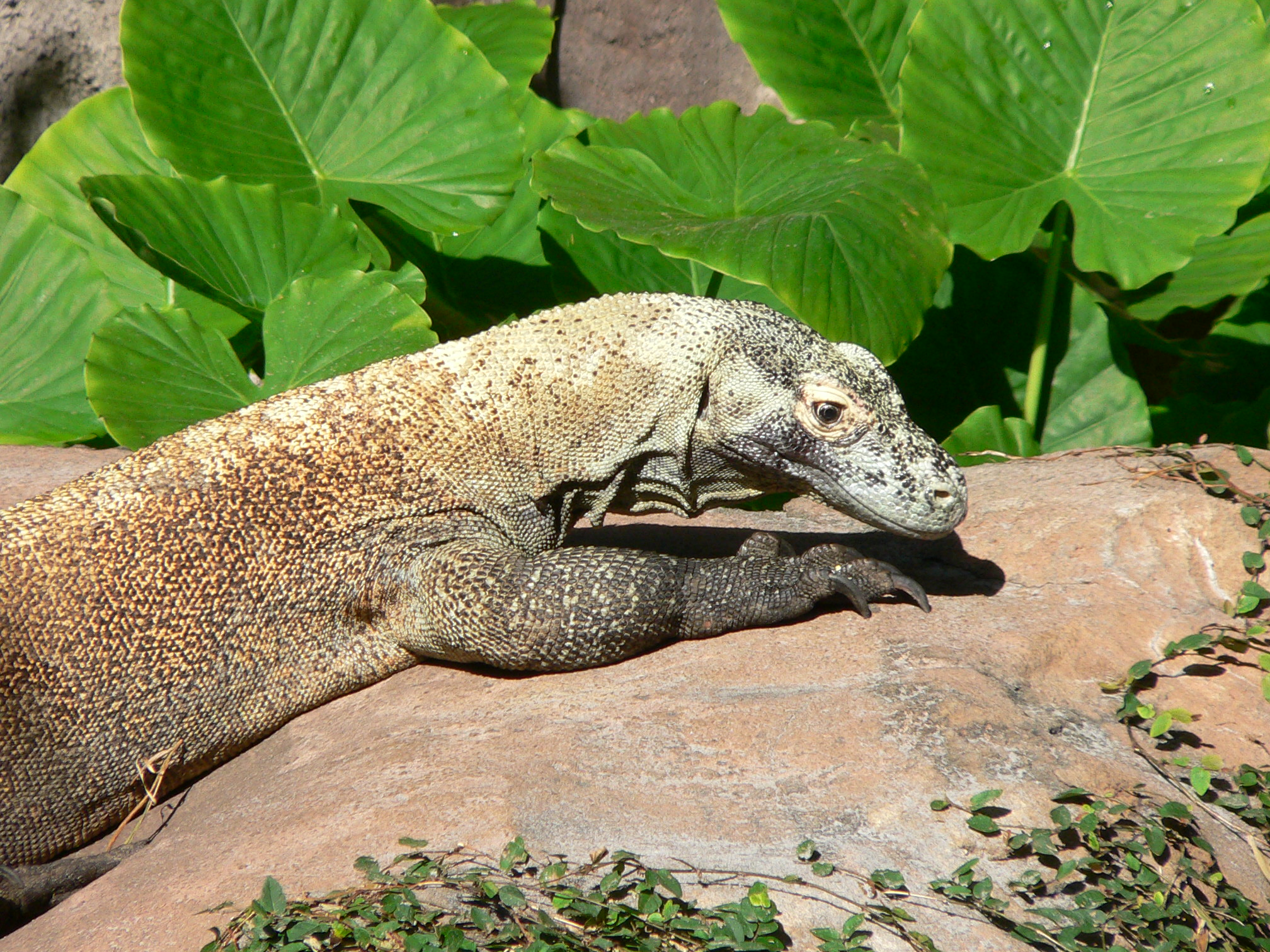
Un dragon de Komodo se prélassant au soleil au Disney's Animal Kingdom.

Le Dragon de Komodo est une espèce en danger et figure sur la liste rouge de l'UICN. En 2002, Il y avait entre 4 000 et 5 000 dragons de Komodo vivant à l'état sauvage. Toutefois, il ne semblait plus exister que 350 femelles reproductrices. Pour répondre à une telle préoccupation, le Parc national de Komodo a été créé en 1980 pour protéger les populations de dragons de Komodo, y compris sur les îles de Komodo, Rinca et Padar. Plus tard, les réserves de Wae Wuul et Wolo Tado ont été ouvertes sur l'île de Flores pour aider à la conservation du Dragon de Komodo. On a prouvé que les dragons de Komodo sont de plus en plus habitués à la présence humaine, car ils sont souvent nourris des carcasses d'animaux sur plusieurs stations d'alimentation implantées pour les touristes.
L'activité volcanique, les tremblements de terre, la perte d'habitat, le feu (la population à Padar a été presque détruite par un feu de forêt et a mystérieusement disparu depuis,), la diminution du nombre de proies, le tourisme et le braconnage ont tous contribué à la vulnérabilité du Dragon de Komodo. En vertu de l'Annexe I de la CITES (Convention sur le commerce international des espèces menacées d'extinction), le commerce de peaux ou de spécimens est illégal,. En septembre 2021, l'espèce est classée en danger par l'UICN. Il est estimé que la montée du niveau des océans pourrait provoquer la disparition d'au moins 30 % de l'habitat du Dragon de Komodo dans les 45 prochaines années.
Le biologiste australien Tim Flannery a suggéré que l'écosystème australien pourrait bénéficier de l'introduction de dragons de Komodo, qui pourraient occuper en partie le grand créneau carnivore laissé vacant par l'extinction du varanidé géant Megalania. Toutefois, Flannery plaide pour la plus grande prudence et une extension progressive de ces expériences, en particulier car « le problème de la prédation des grands varanidés sur l'homme ne doit pas être sous-estimé ». Il se sert de l'exemple de la réussite de la coexistence des humains avec les crocodiles d'eau salée au nord de l'Australie comme preuve que les Australiens peuvent s'adapter avec succès à une telle expérience.

### Agressivité
Bien que les attaques contre les humains soient très rares, les dragons de Komodo peuvent tuer. Ainsi, le 4 juin 2007, un dragon de Komodo a attaqué, sur l'île de Komodo, un garçon de huit ans qui est mort des suites d'une hémorragie massive. C'était la première attaque meurtrière en 33 ans. Les autochtones ont imputé l'attaque à l'interdiction des sacrifices de chèvres, ce qui diminue les sources de nourriture pour les dragons et les oblige à errer dans les territoires habités à la recherche de nourriture. Pour les indigènes de l'île de Komodo, les dragons de Komodo sont en fait la réincarnation de concitoyens morts et sont donc traités avec respect.

### En captivité

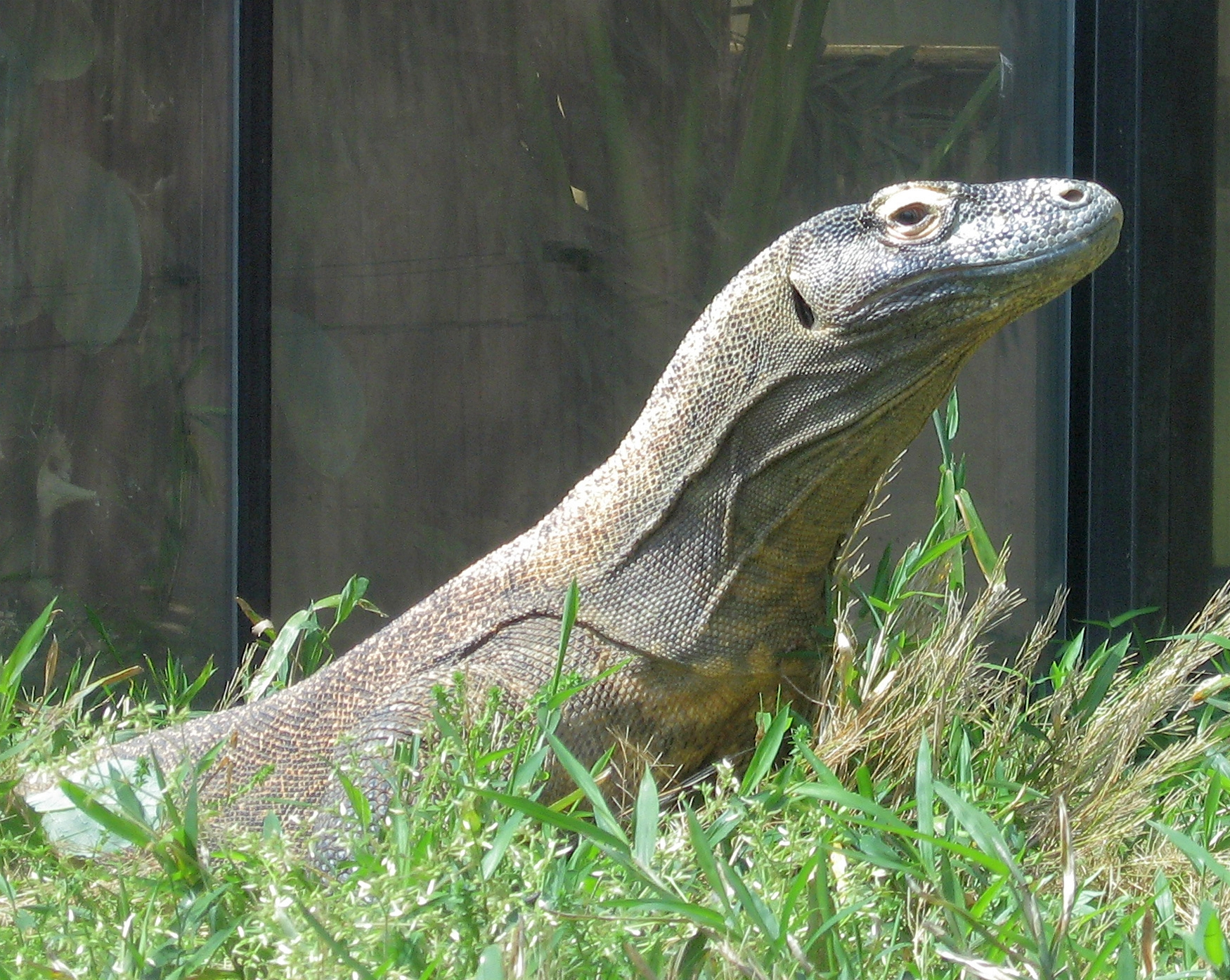
Un dragon de Komodo au parc zoologique national de Washington. En dépit de conduits auditifs bien visibles, les dragons de Komodo n'entendent pas très bien.

Les dragons de Komodo ont longtemps constitué des attractions importantes pour les zoos, où leur taille et leur réputation les rendaient populaires. Rares dans ces espaces, ils ne se reproduisent pas facilement en captivité.
Le premier dragon de Komodo a été exposé en 1934 au parc zoologique national de Washington, aux États-Unis, mais il a vécu pendant deux ans seulement. Plusieurs autres tentatives d'exposition de dragons de Komodo ont été faites par la suite, mais la durée de vie de ces créatures a été très courte, avec une moyenne de cinq ans pour le parc zoologique national de Washington. Les études réalisées par Walter Auffenberg (en), qui ont été rapportées dans son livre The Behavioral Ecology of the Komodo Monitor, ont ensuite permis d'élever avec plus de succès et de faire se reproduire des dragons en captivité.
De nombreux dragons ont été apprivoisés rapidement en captivité, et les gardiens ont fait sortir à nombreuses reprises des animaux captifs de leur enclos pour venir parmi les visiteurs, y compris de jeunes enfants, sans aucun incident,. Les dragons sont également capables de reconnaître les individus. Ruston Hartdegen du zoo de Dallas (en) rapporte qu'en présence de leur gardien habituel, leurs dragons de Komodo réagissaient différemment d'avec un gardien moins familier ou un gardien totalement inconnu.
Les recherches sur les dragons de Komodo en captivité ont également fourni la preuve qu'ils se livrent au jeu. Une étude a porté sur un dragon qui poussait une pelle abandonnée par son propriétaire, apparemment pour écouter le bruit de la pelle sur les cailloux. Une jeune femelle dragon du parc zoologique national de Washington récupérait différents objets comme des statues, des canettes, des anneaux en plastique et des couvertures pour les secouer. Elle insérait également sa tête dans des boîtes, des chaussures et d'autres objets. Elle ne confondait pas ces objets avec de la nourriture, comme elle se contentait de les avaler s'ils étaient couverts de sang de rat. Ce jeu social est comparable au jeu chez les mammifères.

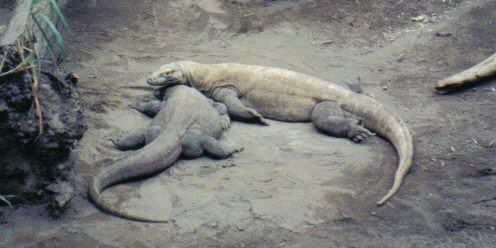
Dragons de Komodo au zoo de Toronto. Les dragons de Komodo en captivité deviennent souvent obèses, stockant en particulier des matières grasses dans leurs queues, en raison de leur alimentation régulière.

 Une autre façon de jouer a été étudiée par l'université du Tennessee, où un jeune dragon de Komodo nommé Kraken s'amusait avec différents objets qu'il poussait, attrapait puis prenait dans sa gueule. Elle les traitait différemment de son alimentation. Le chercheur Gordon Burghardt a donc réfuté le point de vue décrivant ce mode de jeu comme étant « motivé par le comportement prédateur du dragon ». Kraken a été le premier dragon de Komodo né en captivité en dehors de l'Indonésie. Il est né au zoo de Washington le 13 septembre 1992,.
Même dociles en apparence, les dragons sont imprévisibles et peuvent devenir agressifs, surtout lorsque l'animal voit son territoire envahi par un inconnu. En juin 2001, un dragon de Komodo a gravement blessé Phil Bronstein, rédacteur en chef du San Francisco Chronicle, quand il est entré dans le parc de l'animal au zoo de Los Angeles après y avoir été invité par son gardien. Bronstein a été mordu au pied, car le gardien lui avait demandé de retirer ses chaussures blanches, ce qui aurait pu exciter le dragon de Komodo,. Bien qu'il s'en soit sorti, il a subi une intervention chirurgicale pour réparer ses tendons endommagés.

## Le Dragon de Komodo dans la culture populaire
- Dans le 23e film de la saga James Bond, Skyfall de Sam Mendes, on peut apercevoir lors d'une scène, un dragon de Komodo s'en prendre violemment à un homme tombé dans son enclos et le traîner jusqu'à sa tanière pour le dévorer.
- Dans le manga BTOOOM! de Junya Inoue (ainsi que dans son adaptation en série animée), le groupe dont fait partie le héros est attaqué de nuit par une meute de Varans particulièrement hostile. Essentiellement parce qu'ils occupent le territoire des sauriens, ainsi que leur accès à un proche point d'eau.
- Dans le jeu vidéo Far Cry 3, les îles sur lesquelles évolue le personnage sont peuplées de varans de Komodo qui peuvent l'attaquer.
- Dans l'album des aventures de Tintin Vol 714 pour Sydney, Tintin et le Capitaine Haddock font la rencontre d'un dragon de Komodo.
- Le film d'horreur australo-américain Komodo (film) sorti en 1999 met en scène des dragons de Komodo mangeurs d'hommes.
- Dans le manga Beastars ainsi que dans l'anime du même nom, le personnage principal Legoshi est un loup, mais qui possède du sang de dragon de Komodo par son grand-père, Gosha.